# Tam o' Shanter

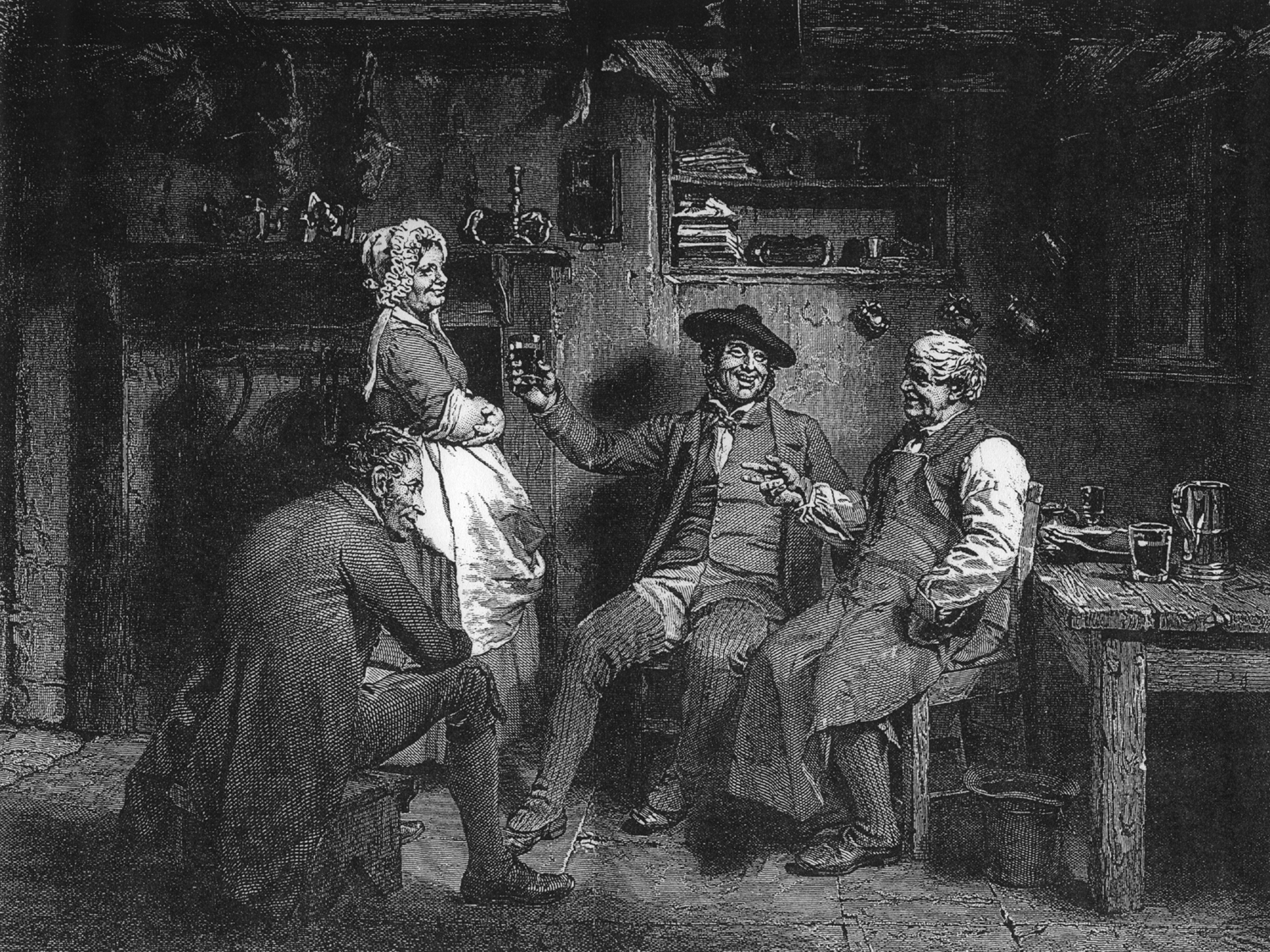
Escena inicial del poema

«Tam o' Shanter» es una obra de narrativa poética escrita por el poeta escocés Robert Burns en 1790, mientras vivía en Dumfries. Publicado por primera vez en 1791, es uno de los poemas más largos de Burns.

## Generalidades

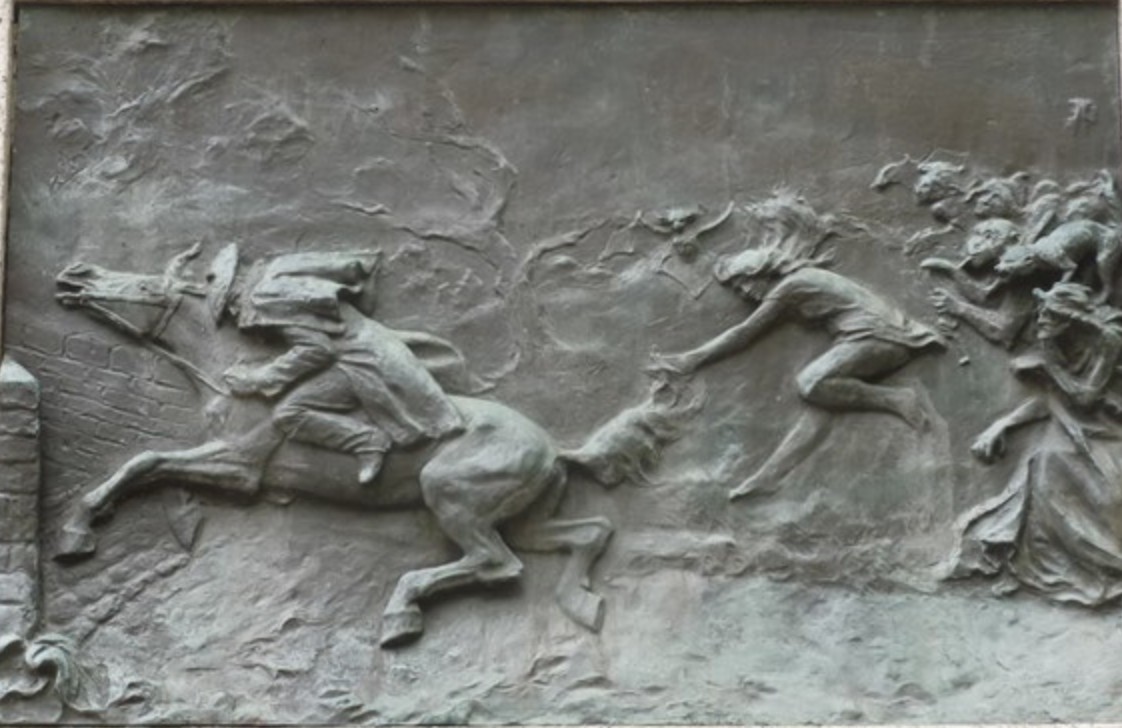
Estatua en Halifax, Nueva Escocia que representa la huida de Tam de las criaturas que lo persiguen hasta el río

El poema describe las costumbres de Tam, un granjero que a menudo se emborracha con sus amigos en un pub en la ciudad escocesa de Ayr, y su pensamiento irreflexivo, específicamente hacia su esposa, que lo espera en casa enojada. Al final de una de esas juergas nocturnas después de un día de mercado, Tam se dirige a casa en su caballo Meg mientras se acerca una tormenta. En el camino ve la iglesia de la localidad llena de brujas y hechiceros bailando y el Diablo tocando la gaita. Tam se fija en una bruja con un corto vestido y le grita. Inmediatamente, las luces se apagan, la música y el baile se detienen y muchas de las criaturas se abalanzan sobre Tam, quien huye despavorido hacia el río Doon, ya que supone que las criaturas no se atreven a cruzar un arroyo corriente. Cuando Tam se encuentra muy cerca del río, las criaturas le arrancan la cola a Meg pero son detenidas por el río.

## Texto y traducción
| El poema original Tam O’Shanter When chapmen billies leave the street, And drouthy neibors, neibors meet, As market days are wearing late, An’ folk begin to tak the gate; While we sit bousing at the nappy, And getting fou and unco happy, We think na on the lang Scots miles, The mosses, waters, slaps, and styles, That lie between us and our hame, Where sits our sulky sullen dame. Gathering her brows like gathering storm, Nursing her wrath to keep it warm. This truth fand honest Tam O’Shanter, As he frae Ayr ae night did canter, (Auld Ayr, wham ne’er a town surpasses For honest men and bonie lasses.) O Tam! had’st thou but been sae wise, As ta’en thy ain wife Kate’s advice! She tauld thee weel thou was a skellum, A blethering, blustering, drunken blellum; That frae November till October, Ae market-day thou was nae sober; That ilka melder, wi’ the miller, Thou sat as lang as thou had siller; That every naig was ca’d a shoe on, The smith and thee gat roaring fou on; That at the Lord’s house, even on Sunday, Thou drank wi’ Kirkton Jean till Monday. She prophesied that late or soon, Thou would be found deep drown’d in Doon; Or catch’d wi’ warlocks in the mirk, By Alloway’s auld haunted kirk. Ah, gentle dames! it gars me greet, To think how mony counsels sweet, How mony lengthen’d, sage advices, The husband frae the wife despises! But to our tale:-- Ae market-night, Tam had got planted unco right; Fast by an ingle, bleezing finely, Wi’ reaming swats, that drank divinely And at his elbow, Souter Johnny, His ancient, trusty, drouthy crony; Tam lo’ed him like a vera brither-- They had been fou for weeks thegither! The night drave on wi’ sangs and clatter And ay the ale was growing better: The landlady and Tam grew gracious, wi’ favours secret,sweet and precious The Souter tauld his queerest stories; The landlord’s laugh was ready chorus: The storm without might rair and rustle, Tam did na mind the storm a whistle. Care, mad to see a man sae happy, E’en drown’d himsel’ amang the nappy! As bees flee hame wi’ lades o’ treasure, The minutes wing’d their way wi’ pleasure: Kings may be blest, but Tam was glorious. O’er a’ the ills o’ life victorious! But pleasures are like poppies spread, You seize the flower, its bloom is shed; Or like the snow falls in the river, A moment white--then melts for ever; Or like the borealis race, That flit ere you can point their place; Or like the rainbow’s lovely form Evanishing amid the storm.-- Nae man can tether time or tide; The hour approaches Tam maun ride; That hour, o’ night’s black arch the key-stane, That dreary hour he mounts his beast in; And sic a night he taks the road in As ne’er poor sinner was abroad in. The wind blew as ‘twad blawn its last; The rattling showers rose on the blast; The speedy gleams the darkness swallow’d Loud, deep, and lang, the thunder bellow’d: That night, a child might understand, The Deil had business on his hand. Weel mounted on his gray mare, Meg-- A better never lifted leg-- Tam skelpit on thro’ dub and mire; Despisin’ wind and rain and fire. Whiles holding fast his gude blue bonnet; Whiles crooning o’er some auld Scots sonnet; Whiles glowring round wi’ prudent cares, Lest bogles catch him unawares: Kirk-Alloway was drawing nigh, Whare ghaists and houlets nightly cry. By this time, he was cross the ford, Whare, in the snaw, the chapman smoor’d; And past the birks and meikle stane, Whare drunken Chairlie brak ‘s neck-bane; And thro’ the whins, and by the cairn, Whare hunters fand the murder’d bairn; And near the thorn, aboon the well, Whare Mungo’s mither hang’d hersel’.-- Before him Doon pours all his floods; The doubling storm roars thro’ the woods; The lightnings flash from pole to pole; Near and more near the thunders roll: When, glimmering thro’ the groaning trees, Kirk-Alloway seem’d in a bleeze; Thro’ ilka bore the beams were glancing; And loud resounded mirth and dancing. Inspiring bold John Barleycorn! What dangers thou canst make us scorn! Wi’ tippeny, we fear nae evil; Wi’ usquabae, we’ll face the devil!-- The swats sae ream’d in Tammie’s noddle, Fair play, he car’d na deils a boddle. But Maggie stood, right sair astonish’d, Till, by the heel and hand admonish’d, She ventured forward on the light; And, vow! Tam saw an unco sight Warlocks and witches in a dance; Nae cotillion brent-new frae France, But hornpipes, jigs strathspeys, and reels, Put life and mettle in their heels. A winnock-bunker in the east, There sat auld Nick, in shape o’ beast; A towzie tyke, black, grim, and large, To gie them music was his charge: He scre’d the pipes and gart them skirl, Till roof and rafters a’ did dirl.-- Coffins stood round, like open presses, That shaw’d the dead in their last dresses; And by some develish cantraip slight, Each in its cauld hand held a light.-- By which heroic Tam was able To note upon the haly table, A murders’s banes in gibbet-airns; Twa span-lang, wee, unchristen’d bairns; A thief, new-cutted frae a rape, Wi’ his last gasp his gab did gape; Five tomahawks, wi blude red-rusted; Five scymitars, wi’ murder crusted; A garter, which a babe had strangled; A knife, a father’s throat had mangled, Whom his ain son o’ life bereft, The gray hairs yet stack to the heft; Wi’ mair o’ horrible and awfu’, Which even to name was be unlawfu’. Three lawyers’ tongues, turn’d inside out, Wi’ lies seam’d like a beggar’s clout; Three priests’ hearts, rotten, black as muck, Lay stinking, vile in every neuk. As Tammie glowr’d, amaz’d, and curious, The mirth and fun grew fast and furious; The piper loud and louder blew; The dancers quick and quicker flew; They reel’d, they set, they cross’d, they cleekit, Till ilka carlin swat and reekit, And coost her duddies to the wark, And linket at it in her sark! Now Tam, O Tam! had thae been queans, A’ plump and strapping in their teens, Their sarks, instead o’ creeshie flannen, Been snaw-white seventeen hunder linnen! Thir breeks o’ mine, my only pair, That ance were plush, o’ gude blue hair, I wad hae gi’en them off my hurdies, For ae blink o’ the bonie burdies! But wither’d beldams, auld and droll, Rigwoodie hags wad spean a foal, Louping and flinging on a crummock, I wonder did na turn thy stomach! But Tam kend what was what fu’ brawlie: There was ae winsome wench and waulie, That night enlisted in the core, Lang after ken’d on Carrick shore; (For mony a beast to dead she shot, And perish’d mony a bonie boat, And shook baith meikle corn and bear, And kept the country-side in fear.) Her cutty-sark, o’ Paisley harn That while a lassie she had worn, In longitude tho’ sorely scanty, It was her best, and she was vauntie,- Ah! little ken’d thy reverend grannie, That sark she coft for he wee Nannie, Wi’ twa pund Scots, (‘twas a’ her riches), Wad ever grac’d a dance of witches! But here my Muse her wing maun cour; Sic flights are far beyond her pow’r; To sing how Nannie lap and flang, (A souple jade she was, and strang), And how Tam stood, like ane bewitch’d, And thought his very een enrich’d; Even Satan glowr’d, and fidg’d fu’ fain, And hotch’d and blew wi’ might and main; Till first ae caper, syne anither, Tam tint his reason ‘ thegither, And roars out, "Weel done, Cutty-sark!" And in an instant all was dark: And scarcely had he Maggie rallied, When out the hellish legion sallied. As bees bizz out wi’ angry fyke, When plundering herds assail their byke; As open pussie’s mortal foes, When, pop! she starts before their nose; As eager runs the market-crowd, When "Catch the thief!" resounds aloud; So Maggie runs, the witches follow, Wi’ mony an eldritch skriech and hollo. Ah, Tam! ah, Tam! thou’ll get thy fairin’! In hell they’ll roast thee like a herrin’! In vain thy Kate awaits thy commin’! Kate soon will be a woefu’ woman! Now, do thy speedy utmost, Meg, And win the key-stane o’ the brig; There at them thou thy tail may toss, A running stream they dare na cross. But ere the key-stane she could make, The fient a tail she had to shake! For Nannie, far before the rest, Hard upon noble Maggie prest, And flew at Tam wi’ furious ettle; But little wist she Maggie’s mettle - Ae spring brought off her master hale, But left behind her ain gray tail; The carlin claught her by the rump, And left poor Maggie scarce a stump. No, wha this tale o’ truth shall read, Ilk man and mother’s son take heed; Whene’er to drink you are inclin’d, Or cutty-sarks run in your mind, Think! ye may buy joys o’er dear - Remember Tam O’Shanter’s mare. | Traducción al español Tam O’Shanter Cuando no hay vendedores en las calles, y se juntan vecinos muy sedientos; cuando ya acaba el día de mercado, y comienzan las gentes a marcharse; mientras bebemos birra hasta las trancas y nos ponemos trompas y contentos, nos dan igual las millas escocesas, las charcas, los pantanos y los pasos que debamos andar para ir a casa, donde está la parienta cabreada, frunciendo el ceño igual que una tormenta, rumiando allí un cabreo de narices. Así le sucedió al buen Tam O’Shanter, una noche cuando marchó de Ayr; (la vieja villa Ayr, insuperable en hombres buenos y zagalas lindas). ¡Ay, Tam, si hubieras sido tan sensato de hacerle caso a Kate, tu buena esposa! Muy bien te señaló que eras un vago, un fatuo, un fanfarrón y un borrachuzo, que a partir de noviembre y hasta octubre, no estabas sobrio en días de mercado; y si está el molinero en la molienda, os sentáis mientras tú tengas dinero, que por cada herradura que el herrero le pone a un penco, ciegos acabáis; que, hasta en domingo, en la taberna Lord’s House, con Juana Kirkton bebes hasta el lunes. Y te profetizó que pronto o tarde, en el Doon te hallarían bien ahogado, o atrapado por brujos en la noche en la iglesia encantada de Alloway. ¡Gentiles damas, casi rompo en llanto cuando pienso en tan dulces advertencias y cuánta sugerencia y buen aviso de la esposa el marido desatiende! A lo nuestro: Una noche de mercado, Tam estaba muy bien acomodado junto a un fuego que daba calorcito, con cerveza estupenda y muy sabrosa, y a su lado, Juanito el Zapatero, su amigote leal de borracheras; Tam lo quería igual que a un buen hermano, ¡semanas han estado los dos trompas! La noche iba con cantos y con trápala y sabía mejor cada cerveza; la tabernera y Tam cotorreaban, con cuchicheos graciosos y secretos. Relató el zapatero historias raras que al tabernero hicieron mucha gracia. Aunque fuera rugiese la tormenta a Tam no le importaba ni un pimiento. Care, loco por ver a un hombre alegre, se puso de cerveza hasta las cejas. Como abejas repletas de tesoros volaban los minutos de placer: Aunque un rey sea feliz, Tam es glorioso, ¡vencedor de los males de la vida! Mas los placeres son como amapolas, tomas la flor y su primor se pierde; o cual nieve que cae sobre un río, blanca ahora y fundida para siempre, o el fulgor de la aurora boreal, que al moverse no tiene punto fijo; o como el arcoíris tan hermoso, que se esfuma en mitad de una tormenta. Ni el tiempo ni la edad pueden atarse, se acerca la hora de que Tam cabalgue: la hora, clave del arco de la noche, la hora aciaga en que suba a su caballo, noche horrible para ir por los caminos en la que un pecador jamás salió. Soplaba el viento como el fin del mundo; la lluvia resonaba con estruendo; los rayos devoraban la negrura, el eco de los truenos retumbaba: un niño entendería que esa noche el diablo salía a sus negocios. Montado sobre Meg, su yegua gris— como aquella jamás la hubo mejor— Tam cabalgó por barro y por fangal, sin importarle viento, lluvia o rayos; su buena gorra azul bien sujetaba, y un soneto escocés iba entonando, mirando de reojo por prudencia, que los fantasmas no lo sorprendieran: la iglesia de Alloway muy cerca estaba, donde ululan fantasmas y mochuelos. Por el vado ya había atravesado, donde se ahogó en la nieve el buhonero; el abedul y el risco atrás dejó, donde se desnucó el borracho Charlie, las aulagas pasó y el monumento, donde halló un cazador a un niño muerto, y cerca del espino, sobre el pozo, pues la madre de Mungo allí se ahorcó. El Doon delante de él fluye abundante; por el bosque rugía la tormenta; recorrían el cielo los relámpagos; más cerca cada vez sonaba el trueno; y entre árboles que crujen se atisbó la iglesia de Alloway en un relámpago, se veía un destello en cada hueco, y en alto resonaban danza y risas. ¡Juanito Whisky bien que lo animaba! ¡Qué peligros nos haces despreciar! ¡Con cerveza no hay nada que temer! ¡Con whisky hasta al demonio confrontamos! Con la testa repleta de cerveza, a Tam no le importaba el diablo un bledo. Pero Meg se quedó muy sorprendida, cuando mano y espuela la azuzaron y adelantando un paso hacia la luz ¡ay, Tam vio de repente algo increíble! Los brujos y las brujas en un baile: no un nuevo cotillón de los franceses, eran bailes de escocia todos ellos que ponen vida y temple en sus talones. En una ventanucha hacia el oriente, como una bestia estaba el ángel malo: un gran perro peludo, negro y torvo, allí era su función tocarles música: estrujaba las gaitas que chirriaban, hasta que techo y vigas resonaron. Había allí ataúdes como armarios, mostrando a los difuntos con mortaja; y, por medio de algún maligno hechizo, portaban luces en sus frías manos, por las cuales el bravo Tam podía vislumbrar lo que había en el altar: huesos de un criminal en una jaula; dos bebés de dos cuartas sin bautismo; un ladrón retirado de su horca— su boca abierta en la última boqueada— cinco hachas con sangre enmohecidas; cinco alfanjes culpables de homicidio; una liga que a un niño estranguló; un cuchillo que a un padre rebanó el pescuezo en la mano de su hijo— tenía pelos blancos aún pegados— con más cosas horribles y espantosas, que nombrarlas sería delictivo. Tres lenguas de abogados del revés, cosidas con mentiras como harapos; los corazones pochos de tres curas apestaban allí por los rincones. Al mirar Tam con pasmo y con sorpresa, se hizo la juerga viva y más frenética; las gaitas resonaban estruendosas, más rápidos bailaban los danzantes, daban saltos, paraban, se cruzaban, y sudando las brujas apestaban, tiraron luego al suelo sus harapos, ¡y en enaguas bailaban con pericia! Y Tam, ¡oh, Tam, si hubieran sido mozas, en turgente y rolliza mocedad! ¡Sus enaguas, si en vez de trapos grasos, del mejor lino blanco hubieran sido! Y de mi único par de pantalones, que, con buen pelo azul, eran de felpa, ¡sin dudarlo me habría despojado por un vistazo a aquellas bellas mozas! Pero eran viejas brujas y jocosas, más feas que pegarle al propio padre; daban saltos brincando sobre un palo, ¡No hacerte vomitar sería un logro! Pero Tam bien sabía qué era aquello: había una chavala alegre y maja, que allí se había unido aquella noche, conocida después en Costa Carrick, (pues, luego, muchas bestias se cargó, y muchos buenos botes destruyó, y arruinó la cebada y el maíz, y a todo el campo tuvo amedrentado). Eran de cachemira sus enaguas, que de joven se había puesto siempre, aunque de longitud muy limitada, las mejores, y estaba ella orgullosa… ¡No imaginó tu abuela reverenda, que las enaguas que compró a su nieta, gastándose dos libras escocesas, irían a adornar danzas de brujas! Pero mi musa aquí debe frenarse, no están tales palabras a su alcance; para cantar de Nannie brinco y salto, (era una joven ágil y muy fuerte); y como Tam quedó como hechizado, nutriendo su mirada el pensamiento; también Satán miraba con lujuria, moviéndose y soplando con gran fuerza; hasta que, un brinco ahora y otro luego, hizo que Tam perdiese la razón, y gritara: “¡Bien hecho, enaguas cortas!” Al instante fue todo oscuridad; y apenas hubo a Meg espoleado, salieron las legiones infernales. Como zumban airadas las abejas, cuando un pastor saquea su colmena; como el mortal rival de liebre agreste, cuando, ¡zas!, ella salta ante sus fauces; como corre la gente en un mercado, cuando “¡al ladrón!” alguno grita en alto: así corría Meg —detrás las brujas—, con gritos y chillidos de ultratumba. ¡Ah, Tam!, ¡Ah, Tam! ¡Tendrás lo que mereces! ¡Te asarán como a arenque en el infierno! ¡En vano Kate aguarda que regreses! ¡Kate va a ser pronto una mujer muy triste! Ahora, corre, Meg, cuanto tú puedas, y a la clave del puente gánales; Podrás volverle allí la cola a ellos, ¡no osarán traspasar una corriente! Pero antes de alcanzar el puente aquel, tenía que quitarse a la diabla; porque Nannie, dejando atrás al resto, a Meg muy fuertemente sujetaba y a Tam se abalanzó con fiero empeño; ¡Ella el temple de Meg no conocía! En un salto se le cayó su dueño, dejando atrás su propia cola gris: la bruja se aferró a ella por la grupa, la pobre Meg quedó como un tocón. Y quien lea esta historia verdadera, todo hijo de vecino, atienda bien: cuando te entren las ganas de beber, o enaguas cortas corran por tu mente, ¡Piensa! La dicha a veces sale cara: Recuerda a Tam O’Shanter y a su yegua. |

## En la cultura popular
- Ada Lovelace nombró a su semental Tom O'Shanter.[5]
- George Métivier publicó Tam au Sabbat, una versión en guerneseyés del poema de Burns, en La Gazette de Guernesey en 1855.
- En 1899, la ciudad de Barre, Vermont, erigió un monumento a Burns en granito local, incluyendo un panel que representaba una escena del poema.
- En 1915, el compositor estadounidense George Whitefield Chadwick creó un poema sinfónico inspirado en el poema.
- En 1955, la Obertura Op. 51a del compositor británico Malcolm Arnold fue nombrada Tam o' Shanter en honor al poema de Burns.
- En la década de 1990, el pintor figurativo escocés Alexander Goudie trabajó en un ciclo de 54 pinturas de gran formato dedicadas al poema de Robert Burns, que se exhibió en las galerías Rozelle House, cerca de la casa de Burns en Alloway, Ayrshire.
- La canción de 1982 The Number of the Beast de la agrupación de heavy metal británica Iron Maiden está vagamente basada en el poema.[6]